# Список призерів чемпіонатів України з легкої атлетики серед жінок (позастадіонні бігові дисципліни)
Цей список включає призерів чемпіонатів України з легкої атлетики в жіночих бігових дисциплінах поза стадіоном за всі роки їх проведення.

## Шосейний біг

### 1 миля
- Чемпіонати України з шосейного бігу на 1 милю проводяться з 2013[1]

Шаблон:Список призерів чемпіонатів України з шосейного бігу на 1 миля серед жінок

### 5 кілометрів
- Чемпіонати України з шосейного бігу на 5 кілометрів проводяться з 2023

| Чемпіонат | Золото                             | Срібло                                      | Бронза                                           |
| --------- | ---------------------------------- | ------------------------------------------- | ------------------------------------------------ |
| 1992—2022 | чемпіонки не визначались           |                                             |                                                  |
| 2023      | Богдана Семьонова Донецька область | Іванна Потапчук Волинська область           | Іванна Михаревич (Пацула) Кіровоградська область |
| 2024      | Уляна Рачинська Львівська область  | Анастасія Олексин Івано-Франківська область | Валерія Кравченко Полтавська область             |
| 2025      | чемпіонка не визначалась           |                                             |                                                  |

### 10 кілометрів
- Чемпіонати України з шосейного бігу на 10 кілометрів проводяться з 2007[2]

| Чемпіонат | Золото                                   | Срібло                                | Бронза                                   |
| --------- | ---------------------------------------- | ------------------------------------- | ---------------------------------------- |
| 1992—2006 | чемпіонки не визначались                 |                                       |                                          |
| 2007      | Анжеліка Аверкова АР Крим                | Валентина Полтавська Одеська область  | Ілона Барванова АР Крим                  |
| 2008      | Ілона Барванова АР Крим                  | Олена Шурхно Донецька область         | Юлія Ігнатова Одеська область            |
| 2009      | Тетяна Головченко Сумська область        | Анна Пєшкова Дніпропетровська область | Тетяна Вернигор Харківська область       |
| 2010      | Ірина Сергєєва Росія                     | Тетяна Головченко Сумська область     | Тетяна Вілісова Росія                    |
| 2011      | Тетяна Вілісова Росія                    | Ірина Дмитрієва Росія                 | Олена Сердюк Харківська область          |
| 2012      | Тетяна Головченко Сумська область        | Тетяна Вернигор Харківська область    | Оксана Сімонова Дніпропетровська область |
| 2013      | Тетяна Головченко Сумська область        | Тетяна Вілісова Росія                 | Ілона Барванова АР Крим                  |
| 2014      | Ольга Котовська Рівненська область       | Світлана Станко Рівненська область    | Катерина Карманенко Рівненська область   |
| 2015      | Юлія Ігнатова Миколаївська область       | Олена Федорова Київ                   | Георгіна Кондур Закарпатська область     |
| 2016      | Вікторія Погорєльська Харківська область | Ольга Котовська Рівненська область    | Тетяна Вернигор Харківська область       |
| 2017      | Ольга Котовська Рівненська область       | Марина Немченко Харківська область    | Вікторія Хапіліна Рівненська область     |
| 2018      | Дар'я Михайлова Київська область         | Вікторія Хапіліна Рівненська область  | Ольга Котовська Рівненська область       |
| 2019      | Софія Яремчук Львівська область          | Ольга Котовська Рівненська область    | Олеся Дідоводюк Закарпатська область     |
| 2020      | чемпіонка не визначалась                 |                                       |                                          |
| 2021      | Валерія Зіненко Київська область         | Євгенія Прокоф'єва Київ               | Олена Китиця Житомирська область         |
| 2022      | чемпіонка не визначалась                 |                                       |                                          |
| 2023      | Іванна Пацула Кіровоградська область     | Олена Коваль Житомирська область      | Марина Губаль Закарпатська область       |
| 2024      | Олена Коваль Житомирська область         | Уляна Рачинська Львівська область     | Марина Губаль Закарпатська область       |
| 2025      | Ольга Нижник Київ                        | Вікторія Шкурко Київська область      | Ганна Жмурко Чернігівська область        |

### 20 кілометрів
- Чемпіонати України з шосейного бігу на 20 кілометрів проводились упродовж 2006—2011 років замість чемпіонатів України з напівмарафону

| Чемпіонат  | Золото                               | Срібло                                    | Бронза                                       |
| ---------- | ------------------------------------ | ----------------------------------------- | -------------------------------------------- |
| 1992—2005  | чемпіонки не визначались             |                                           |                                              |
| 2006       | Ольга Календарьова Вінницька область | Віра Овчарук Вінницька область            | Катерина Карманенко Дніпропетровська область |
| 2007       | Ольга Ковпотіна Україна              |                                           |                                              |
| 2008       | Юлія Ігнатова Одеська область        | Оксана Скляренко Дніпропетровська область | Олена Білощук Хмельницька область            |
| 2009       | Тетяна Мезенцева Донецька область    | Юлія Ігнатова Одеська область             | Анна Пєшкова Дніпропетровська область        |
| 2010       | Тетяна Головченко Сумська область    | Маргарита Лучиніна АР Крим                | Світлана Станко Рівненська область           |
| 2011       | Ілона Барванова АР Крим              | Тетяна Вернигор Харківська область        | Ольга Дегтяренко Дніпропетровська область    |
| після 2011 | чемпіонки не визначались             |                                           |                                              |

### Напівмарафон
| Чемпіонат | Золото                                                               | Срібло                                    | Бронза                                  |
| --------- | -------------------------------------------------------------------- | ----------------------------------------- | --------------------------------------- |
| 1992—1998 | чемпіонки не визначались                                             |                                           |                                         |
| 1999      | Олена Пластініна Закарпатська область                                | Тетяна Булищенко Запорізька область       | Ілона Барванова АР Крим                 |
| 2000      |                                                                      |                                           |                                         |
| 2001      |                                                                      |                                           |                                         |
| 2002      |                                                                      |                                           |                                         |
| 2003      | Марина Дуброва Київ                                                  | Оксана Скляренко Дніпропетровська область | Марина Микита Донецька область          |
| 2004      | Тетяна Гладир Миколаївська область                                   | Валентина Полтавська Одеська область      | Ілона Барванова АР Крим                 |
| 2005      |                                                                      |                                           |                                         |
| 2006-2011 | чемпіонати не проводилися (чемпіонки визначались на дистанції 20 км) |                                           |                                         |
| 2012      | чемпіонка не визначалась                                             |                                           |                                         |
| 2013      | Тетяна Вернигор Харківська область                                   | Віта Потерюк Рівненська область           | Анна Пєшкова Дніпропетровська область   |
| 2014      | Вікторія Погорєльська Харківська область                             | Тетяна Вернигор Харківська область        | Ольга Скрипак Київ                      |
| 2015      | Віта Потерюк Рівненська область                                      | Олена Шурхно Полтавська область           | Світлана Станко Рівненська область      |
| 2016      | Катерина Карманенко Рівненська область                               | Віта Потерюк Рівненська область           | Людмила Шелест Сумська область          |
| 2017      | Софія Яремчук Львівська область                                      | Віра Овчарук Вінницька область            | Катерина Карманенко Рівненська область  |
| 2018      | Тетяна Вернигор Харківська область                                   | Віта Потерюк Рівненська область           | Наталія Батрак Харківська область       |
| 2019      | Дар'я Михайлова Київська область                                     | Віра Овчарук Вінницька область            | Катерина Карманенко Рівненська область  |
| 2020      | Євгенія Прокоф'єва Київ                                              | Вікторія Хапіліна Донецька область        | Олександра Шафар Волинська область      |
| 2021      | Євгенія Прокоф'єва Київ                                              | Дар'я Михайлова Київська область          | Олександра Олійник Миколаївська область |
| 2022      | чемпіонка не визначалась                                             |                                           |                                         |
| 2023      | Ольга Нижник Київ                                                    | Ольга Балабанова Сумська область          | не вручалась                            |
| 2024      | чемпіонка не визначалась                                             |                                           |                                         |
| 2025      | Наталія Бурковська Київ                                              | Іванна Мельник Дніпропетровська область   | Олена Пітірімова Київ                   |

### Марафон
| Чемпіонат | Золото                                   | Срібло                                 | Бронза                                       |
| --------- | ---------------------------------------- | -------------------------------------- | -------------------------------------------- |
| 1992      |                                          |                                        |                                              |
| 1993      |                                          |                                        |                                              |
| 1994      | Людмила Пушкіна Херсонська область       | Тетяна Леонова Севастополь             |                                              |
| 1995      |                                          |                                        |                                              |
| 1996      | Олена Семенова Запорізька область        |                                        |                                              |
| 1997      |                                          |                                        |                                              |
| 1998      |                                          |                                        |                                              |
| 1999      |                                          |                                        |                                              |
| 2000      |                                          |                                        |                                              |
| 2001      |                                          |                                        |                                              |
| 2002      |                                          |                                        |                                              |
| 2003      | Тетяна Булищенко Запорізька область      | Вікторія Ганущина Запорізька область   | Ніна Коврижкіна АР Крим                      |
| 2004      | Катерина Стеценко Київ                   | Наталія Дмитрієва Миколаївська область |                                              |
| 2005      | Тетяна Вернигор Харківська область       | Тетяна Філонюк Хмельницька область     | Юлія Сорока Чернігівська область             |
| 2006      | Тетяна Філонюк Хмельницька область       |                                        | Катерина Карманенко Дніпропетровська область |
| 2007      | Тетяна Булищенко Запорізька область      |                                        |                                              |
| 2008      | Олена Білощук Хмельницька область        | Ольга Чайка Чернігівська область       | Людмила Деканенко Донецька область           |
| 2009      | Анна Пєшкова Дніпропетровська область    | Ольга Чайка Чернігівська область       | Ірина Кандиба Дніпропетровська область       |
| 2010      | Ольга Котовська Рівненська область       | Марія Кисельова Росія                  | Людмила Пушкіна Херсонська область           |
| 2011      | Марія Кисельова Росія                    | Катерина Карманенко Рівненська область | Ольга Рєзкая Білорусь                        |
| 2012      | Світлана Станко Рівненська область       | Катерина Карманенко Рівненська область | Тетяна Рибальченко Харківська область        |
| 2013      | Світлана Станко Рівненська область       | Людмила Шелест Сумська область         | Людмила Пушкіна Херсонська область           |
| 2014      | Олена Білощук-Попова Хмельницька область | Катерина Карманенко Рівненська область | Віта Потерюк Рівненська область              |
| 2015      | Ольга Котовська Рівненська область       | Світлана Станко Рівненська область     | Віта Потерюк Рівненська область              |
| 2016      | Вікторія Хапіліна Київська область       | Дар'я Михайлова Київська область       | Олена Федорова Київ                          |
| 2017      | Оксана Юрчук Хмельницька область         | Людмила Шелест Сумська область         | не вручалась                                 |
| 2018      | Олександра Шафар Волинська область       | Ольга Слута Сумська область            | Ольга Донченко Харківська область            |
| 2019      | Євгенія Прокоф'єва Київ                  | Дар'я Михайлова Київська область       | Ірина Бубняк Київ                            |
| 2020      | чемпіонка не визначалась                 |                                        |                                              |
| 2021      | Марина Немченко Донецька область         | Тетяна Гамера Київська область         | Наталія Семенович Київська область           |
| 2022      | чемпіонка не визначалась                 |                                        |                                              |
| 2023      | чемпіонка не визначалась                 |                                        |                                              |
| 2024      | Дар'я Михайлова Київська область         | Олена Пітірімова Київ                  | Світлана Олійник Чернігівська область        |

### 50 кілометрів
| Чемпіонат | Золото                                  | Срібло                                  | Бронза                          |
| --------- | --------------------------------------- | --------------------------------------- | ------------------------------- |
| 1992—2014 | чемпіонки не визначались                |                                         |                                 |
| 2015      | Марія Опріц Київ                        | Наталія Подольчак Київ                  | Олеся Обідієнтова Білорусь      |
| 2016      | Марія Опріц Київ                        | Олена Хашко Київ                        | Ірина Петренко Київська область |
| 2017-2020 | чемпіонки не визначались                |                                         |                                 |
| 2021      | Марина Шаповалова Київ                  | Вероніка Калашникова Харківська область | Леся Аліна Полтавська область   |
| 2022-2023 | чемпіонки не визначались                |                                         |                                 |
| 2024      | Іванна Мельник Київ                     | не вручалась                            | не вручалась                    |
| 2025      | Іванна Мельник Дніпропетровська область | Ірина Згурська Київ                     | Тетяна Граматікова-Боно Київ    |

### 100 кілометрів
| Чемпіонат | Золото                          | Срібло                                        | Бронза              |
| --------- | ------------------------------- | --------------------------------------------- | ------------------- |
| 1992-2013 | чемпіонки не визначались        |                                               |                     |
| 2014      | Ганна Якубанець Сумська область | Людмила Скалига Київ                          | не вручалась        |
| 2015      | Мія Скалига Київ                | не вручалась                                  | не вручалась        |
| 2016      | не вручалась                    | не вручалась                                  | не вручалась        |
| 2017-2020 | чемпіонки не визначались        |                                               |                     |
| 2021      | Олена Шевченко Одеська область  | Вікторія Ніколаєнко-Брянцева Київська область | Ірина Згурська Київ |
| 2022-2023 | чемпіонки не визначались        |                                               |                     |
| 2024      | чемпіонка не визначалась        |                                               |                     |
| 2025      | Олена Шевченко Одеська область  | не вручалась                                  | не вручалась        |

### 12-годинний біг
- Після тривалої перерви, проведення чемпіонатів України з 12-годинного бігу планувалось поновити з 2007[3]

| Чемпіонат | Золото                                  | Срібло                              | Бронза                                |
| --------- | --------------------------------------- | ----------------------------------- | ------------------------------------- |
| 1992-2014 | даних немає                             |                                     |                                       |
| 2015      | Олена Яременко Дніпропетровська область | не вручалась                        | не вручалась                          |
| 2016      | Мія Ласточкіна (Людмила Скалига) Київ   | Ірина Петренко Київська область     | Тетяна Остапенко Полтавська область   |
| 2017      | Тетяна Остапенко Полтавська область     | Тетяна Артеменко Київ               | Наталія Мокрицька Херсонська область  |
| 2018      | Анастасія Лежніна Миколаївська область  | Тетяна Остапенко Полтавська область | Тетяна Артеменко Київ                 |
| 2019      | Наталія Чісліна Житомирська область     | Ольга Акімова Київ                  | Тетяна Артеменко Київ                 |
| 2020      | Анна Рангаєва Одеська область           | Катерина Долган Житомирська область | Людмила Бруквенко Київ                |
| 2021      | Тамара Ігуш Полтавська область          | Оксана Ксюхіна Одеська область      | Оксана Фурлет Житомирська область     |
| 2022-2023 | чемпіонки не визначались                |                                     |                                       |
| 2024      | Світлана Сухомлин Житомирська область   | Мальвіна Яблуновська Київ           | Оксана Дідківська Житомирська область |
| 2025      | Марина Радько Сумська область           | Юлія Жабіна Донецька область        | Ірина Ломака Донецька область         |

### Добовий біг
- Після тривалої перерви, проведення чемпіонатів України з добового бігу планувалось поновити з 2007[3]

| Чемпіонат  | Золото                                    | Срібло                                    | Бронза                                |
| ---------- | ----------------------------------------- | ----------------------------------------- | ------------------------------------- |
| 1992-2006  | даних немає                               |                                           |                                       |
| 2007       | Ольга Абрамовських Росія                  | Олена Карєва Росія                        | Наталія Глущук Вінницька область      |
| 2008       | Ольга Абрамовських Росія                  | Ірина Петренко Київська область           | Світлана Самаріна Київ                |
| 2009       |                                           |                                           |                                       |
| 2010       |                                           |                                           |                                       |
| 2011       |                                           |                                           |                                       |
| 2012       |                                           |                                           |                                       |
| 2013       | Галина Пономарьова Росія                  | Людмила Скалига Київ                      | Галина Андрійчук Київ                 |
| 2014       | Світлана Іпатко Київ                      | Ірина Петренко Київська область           | Лариса Лабарткава Львівська область   |
| 2015       | Ірина Петренко Київська область           | Світлана Іпатко Київ                      | Мія (Людмила) Скалига Київ            |
| 2016       | Катерина Катющева Одеська область         | Юлія Старосельська Харківська область     | Лариса Лабарткава Львівська область   |
| 2017       | Юлія Старосельська Харківська область     | Лариса Лабарткава Львівська область       | Олена Калутова Київська область       |
| 2018       | Валентина Ковальська Миколаївська область | Світлана Самаріна Київ                    | Юлія Старосельська Харківська область |
| 2019       | Олена Шевченко Одеська область            | Людмила Олійник Київ                      | Олена Михайлик Донецька область       |
| 2020       | Міхаела Енгларо Болгарія                  | Валентина Ковальська Миколаївська область | Вікторія Ніколаєнко Київ              |
| 2021       | Вікторія Ніколаєнко Київ                  | Валентина Ковальська Миколаївська область | Альона Артем'єва Миколаївська область |
| після 2021 | чемпіонки не визначались                  |                                           |                                       |

### 48-годинний біг
- Чемпіонати України з 48-годинного бігу проводяться з 2011[4]

| Чемпіонат  | Золото                                | Срібло                                | Бронза                                |
| ---------- | ------------------------------------- | ------------------------------------- | ------------------------------------- |
| 1992-2010  | чемпіонки не визначались              |                                       |                                       |
| 2011       | Лариса Лабарткава Львівська область   | Світлана Самаріна Київ                | Юлія Старосельська Харківська область |
| 2012       | Лариса Лабарткава Львівська область   | Світлана Качура Вінницька область     | Юлія Старосельська Харківська область |
| 2013       | Галина Слепенцева Росія               | Лариса Лабарткава Львівська область   | Олена Кучкарова Росія                 |
| 2014       | Людмила Скалига Київ                  | Лариса Лабарткава Львівська область   | Ірина Петренко Київська область       |
| 2015       | Лариса Лабарткава Львівська область   | Ірина Петренко Київська область       | Світлана Самаріна Київ                |
| 2016       | Ольга Стадник Львівська область       | Юлія Старосельська Харківська область | Лариса Лабарткава Львівська область   |
| 2017       | Юлія Старосельська Харківська область | Світлана Кумар Вінницька область      | Світлана Іпатко Київська область      |
| 2018       | Ольга Стадник Львівська область       | Лариса Лабарткава Львівська область   | Світлана Самаріна Київ                |
| 2019       | Світлана Самаріна Київ                | Лариса Лабарткава Львівська область   | Галина Кравченко Донецька область     |
| 2020       | Ольга Стадник Львівська область       | Світлана Самаріна Київ                | Ірина Петренко Київська область       |
| 2021       | Ольга Стадник Львівська область       | Світлана Самаріна Київ                | Ірина Петренко Київська область       |
| після 2021 | чемпіонки не визначались              |                                       |                                       |

## Трейл
- Чемпіонати України з трейлу проводяться з 2015[5]

| Чемпіонат    | Золото                             | Срібло                         | Бронза                             |
| ------------ | ---------------------------------- | ------------------------------ | ---------------------------------- |
| 1992-2014    | чемпіонки не визначались           |                                |                                    |
| 2015         | Оксана Рябова Чернігівська область | Оксана Тасанова Київ           | Наталія Подольчак Київ             |
| 2016         | Кристина Братасюк Київ             | Марта Грек Київ                | Ліна Сабайте АР Крим               |
| 2017         | Кристина Братасюк Київ             | Аліса Діхтенко Київ            | Дар'я Боднар Львівська область     |
| 2018         | Юлія Тарасова Одеська область      | Дар'я Боднар Львівська область | Оксана Рябова Чернігівська область |
| 2019         | Юлія Тарасова Одеська область      | Наталія Гусиніна Київ          | Олена Хашко Київ                   |
| 2020         | чемпіонки не визначались           |                                |                                    |
| 2021 (40 км) | Поліна Захарова Київ               | Валентина Горбань Київ         | Софія Прохнавець Київ              |
| 2021 (80 км) | Юлія Тарасова Одеська область      | Олена Хашко Київ               | не вручалась                       |
| після 2021   | чемпіонки не визначались           |                                |                                    |

## Гірський біг
- Чемпіонати України з гірського бігу проводяться з 2004[6]. Окремі чемпіонати з гірського бігу вгору почали проводитись з 2015, а на довгу дистанцію — з 2016.

| Чемпіонат         | Золото                                    | Срібло                                    | Бронза                                         |
| ----------------- | ----------------------------------------- | ----------------------------------------- | ---------------------------------------------- |
| 1992-2003         | чемпіонки не визначались                  |                                           |                                                |
| 2004              |                                           |                                           |                                                |
| 2005              |                                           |                                           |                                                |
| 2006              |                                           |                                           |                                                |
| 2007              | Наталія Малая Закарпатська область        |                                           |                                                |
| 2008              | Наталія Малая Закарпатська область        | Оксана Петрова Львівська область          | Наталія Крушинська Київ                        |
| 2009              |                                           |                                           |                                                |
| 2010              | чемпіонка не визначалась                  |                                           |                                                |
| 2011              |                                           |                                           |                                                |
| 2012              | чемпіонка не визначалась                  |                                           |                                                |
| 2013              | Ольга Яроцька Київ                        | Олена Федорова Київ                       | Ольга Луць Київ                                |
| 2014              | Катерина Карманенко Рівненська область    | Оксана Угринчук Івано-Франківська область | Ольга Луць Київ                                |
| 2015 (вгору)      |                                           |                                           |                                                |
| 2015 (вгору-вниз) | Оксана Угринчук Івано-Франківська область | Марія Модлинська Київ                     | Оксана Петрова Львівська область               |
| 2016 (вгору)      | Оксана Угринчук Івано-Франківська область | Оксана Петрова Львівська область          | не вручалась                                   |
| 2016 (вгору-вниз) | Оксана Угринчук Івано-Франківська область | Яна Нагорна Сумська область               | Оксана Петрова Львівська область               |
| 2016 (довга)      | Анастасія Данилюк Київ                    | Ольга Рассоха Київ                        | Марина Шаповалова Київ                         |
| 2017 (вгору)      | чемпіонка не визначалась                  |                                           |                                                |
| 2017 (вгору-вниз) | Яна Нагорна Сумська область               | Людмила Шелест Сумська область            | Марія Радько Сумська область                   |
| 2017 (довга)      | Ірина Войтович Волинська область          | Христина Братасюк Київ                    | Анастасія Данилюк Волинська область            |
| 2018 (вгору)      | Олена Китиця Житомирська область          | Катерина Карманенко Рівненська область    | Віта Потерюк Рівненська область                |
| 2018 (вгору-вниз) | Марія Гудак Львівська область             | Юлія Тарасова Одеська область             | Юлія Профіс Сумська область                    |
| 2018 (довга)      | Ірина Войтович Волинська область          | Олена Хашко Київ                          | Марина Ходирева Київ                           |
| 2019 (вгору)      | Катерина Карманенко Рівненська область    | Олена Китиця Житомирська область          | Юлія Тарасова Одеська область                  |
| 2019 (вгору-вниз) | Олена Китиця Житомирська область          | Ольга Балабанова Сумська область          | Вікторія Подлісецька Івано-Франківська область |
| 2019 (довга)      | Наталія Гусиніна Київ                     | Олена Хашко Київ                          | Аліса Діхтенко Київ                            |
| 2020              | чемпіонки не визначались                  |                                           |                                                |
| 2021 (вгору-вниз) | Олена Китиця Житомирська область          | Катерина Долган Чернігівська область      | Вікторія Дуткевич Львівська область            |
| 2022              | чемпіонки не визначались                  |                                           |                                                |
| 2023 (вгору-вниз) | Олена Коваль Житомирська область          | Тетяна Давиденко Львівська область        | Анна Опанасюк Черкаська область                |
| після 2023        | чемпіонки не визначались                  |                                           |                                                |

## Крос
| Чемпіонат            | Золото                                    | Срібло                                   | Бронза                                   |
| -------------------- | ----------------------------------------- | ---------------------------------------- | ---------------------------------------- |
| 1992 (коротка)       |                                           |                                          |                                          |
| 1992 (довга)         |                                           |                                          |                                          |
| 1993 (коротка)       |                                           |                                          |                                          |
| 1993 (довга)         |                                           |                                          |                                          |
| 1994 (коротка)       |                                           |                                          |                                          |
| 1994 (довга)         |                                           |                                          |                                          |
| 1995 (коротка)       |                                           |                                          |                                          |
| 1995 (довга)         |                                           |                                          |                                          |
| 1996 (коротка)       |                                           |                                          |                                          |
| 1996 (довга)         |                                           |                                          |                                          |
| 1997 (коротка)       |                                           |                                          |                                          |
| 1997 (довга)         |                                           |                                          |                                          |
| 1998 (коротка)       |                                           |                                          |                                          |
| 1998 (довга)         |                                           |                                          |                                          |
| 1999 (коротка)       | Тетяна Гладир Миколаївська область        | Варвара Шесток АР Крим                   | Наталія Беркут Київська область          |
| 1999 (довга)         | Наталія Романчук Київська область         | Галина Яценко Дніпропетровська область   | Ірина Скляренко Дніпропетровська область |
| 2000 (коротка)       |                                           |                                          |                                          |
| 2000 (довга)         |                                           |                                          |                                          |
| 2001 (коротка)       |                                           |                                          |                                          |
| 2001 (довга)         |                                           |                                          |                                          |
| 2002 (коротка)       | Ірина Ліщинська Донецька область          | Олена Фадєєва Київ                       | Тетяна Головченко Сумська область        |
| 2002 (довга)         | Наталія Беркут Київська область           | Римма Дубовик Вінницька область          | Ольга Лук'янчук Волинська область        |
| 2003 (коротка)       |                                           |                                          |                                          |
| 2003 (довга)         |                                           |                                          |                                          |
| 2004 (коротка)       |                                           |                                          |                                          |
| 2004 (довга)         |                                           |                                          |                                          |
| 2005 (коротка/зима)  | Маргарита Лучиніна АР Крим                | Юлія Рубан Київська область              | Тетяна Кривобок Донецька область         |
| 2005 (довга/зима)    | Юлія Рубан Київська область               | Тетяна Філонюк Хмельницька область       | Олеся Дубовик Вінницька область          |
| 2005 (довга/осінь)   | Наталія Беркут Київська область           |                                          |                                          |
| 2006 (коротка/весна) | Ольга Котовська Рівненська область        | Інна Лебедєва Київ                       | Світлана Станко Рівненська область       |
| 2006 (довга/весна)   | Оксана Скляренко Дніпропетровська область | Наталія Беркут Київська область          | Олена Бондар Одеська область             |
| 2006 (коротка/осінь) | Юлія Рубан Київська область               | Олена Бурковська Київ                    | Оксана Ілютчик Херсонська область        |
| 2006 (довга/осінь)   | Людмила Коваленко Житомирська область     | Ольга Календарьова Вінницька область     | Юлія Рубан Київська область              |
| 2007 (коротка/весна) | Юлія Рубан Київська область               | Анна Климович Львівська область          | Олена Сердюк Харківська область          |
| 2007 (довга/весна)   | Катерина Стеценко Київська область        | Маргарита Лучиніна АР Крим               | Ольга Котовська Рівненська область       |
| 2007 (коротка/осінь) | Юлія Рубан Київська область               | Олена Бурковська Київ                    | Оксана Ілютчик Херсонська область        |
| 2007 (довга/осінь)   | Людмила Коваленко Житомирська область     | Ольга Календарьова Вінницька область     | Юлія Рубан Київська область              |
| 2008 (коротка/весна) | Оксана Скляренко Дніпропетровська область | Юлія Рубан Київська область              | Олена Білощук Хмельницька область        |
| 2008 (довга/весна)   | Оксана Скляренко Дніпропетровська область | Юлія Рубан Київська область              | Людмила Коваленко Житомирська область    |
| 2008 (коротка/осінь) | Світлана Станко Рівненська область        | Тетяна Вернигор Харківська область       | Наталія Крушинська Київ                  |
| 2008 (довга/осінь)   | Людмила Коваленко Житомирська область     | Анна Мігель Дніпропетровська область     | Тетяна Вернигор Харківська область       |
| 2009 (коротка/весна) | Тетяна Головченко Сумська область         | Юлія Рубан Київська область              | Олена Петрова Миколаївська область       |
| 2009 (довга/весна)   | Тетяна Головченко Сумська область         | Юлія Рубан Київська область              | Людмила Коваленко Житомирська область    |
| 2009 (коротка/осінь) | Тетяна Головченко Сумська область         | Тетяна Гамера-Шмирко Київська область    | Маргарита Лучиніна АР Крим               |
| 2009 (довга/осінь)   | Тетяна Головченко Сумська область         | Юлія Ігнатова Одеська область            | Віра Овчарук Вінницька область           |
| 2010 (коротка/весна) | Тетяна Головченко Сумська область         | Вікторія Погорєльська Харківська область | Тетяна Гамера-Шмирко Київська область    |
| 2010 (довга/весна)   | Тетяна Філонюк Хмельницька область        | Юлія Рубан Київська область              | Олена Білощук Хмельницька область        |
| 2010 (коротка/осінь) | Вікторія Погорєльська Харківська область  | Наталія Батрак Харківська область        | Анна Пєшкова Дніпропетровська область    |
| 2010 (довга/осінь)   | Тетяна Головченко Сумська область         | Тетяна Гамера-Шмирко Київська область    | Вікторія Погорєльська Харківська область |
| 2011 (коротка/весна) | Анна Пєшкова Дніпропетровська область     | Наталія Батрак Харківська область        | Олена Бондар Миколаївська область        |
| 2011 (довга/весна)   | Віра Овчарук Вінницька область            | Олена Білощук Хмельницька область        | Наталія Батрак Харківська область        |
| 2011 (коротка/осінь) | Анна Мігель Рівненська область            | Наталія Батрак Харківська область        | Тетяна Джурко Харківська область         |
| 2011 (довга/осінь)   | Світлана Станко Рівненська область        | Анна Мігель Рівненська область           | Тетяна Вернигор Харківська область       |
| 2012 (коротка/весна) | Наталія Батрак Харківська область         | Анна Мігель Рівненська область           | Людмила Даниліна Херсонська область      |
| 2012 (довга/весна)   | Оксана Сімонова Дніпропетровська область  | Ілона Барванова АР Крим                  | Наталія Батрак Харківська область        |
| 2012 (коротка/осінь) | Катерина Стеценко Київська область        | Марія Шаталова АР Крим                   | Наталія Батрак Харківська область        |
| 2012 (довга/осінь)   | Ольга Котовська Рівненська область        | Анна Носенко Чернігівська область        | Дар'я Михайлова Київська область         |
| 2013 (коротка/весна) | Вікторія Погорєльська Харківська область  | Наталія Батрак Харківська область        | Валентина Кілярська Миколаївська область |
| 2013 (довга/весна)   | Юлія Шматенко Херсонська область          | Анна Восколович Харківська область       | Олександра Олійник Миколаївська область  |
| 2013 (коротка/осінь) | Юлія Шматенко Херсонська область          | Наталія Батрак Харківська область        | Вікторія Погорєльська Харківська область |
| 2013 (довга/осінь)   | Ольга Котовська Рівненська область        | Валентина Кілярська Миколаївська область | Олена Бурковська Рівненська область      |
| 2014 (коротка/весна) | Вікторія Погорєльська Харківська область  | Наталія Батрак Харківська область        | Юлія Шматенко Херсонська область         |
| 2014 (довга/весна)   | Наталія Батрак Харківська область         | Вікторія Погорєльська Харківська область | Олександра Олійник Миколаївська область  |
| 2014 (довга/осінь)   | Тетяна Головченко Сумська область         | Ганна Носенко Донецька область           | Валентина Кілярська Миколаївська область |
| 2015 (коротка/весна) | Марія Ходаківська Київська область        | Валерія Зіненко Полтавська область       | Діана Киричук Миколаївська область       |
| 2015 (довга/весна)   | Тетяна Вернигор Харківська область        | Юлія Шматенко Херсонська область         | Вікторія Хапіліна Київська область       |
| 2015 (коротка/осінь) | Вікторія Погорєльська Харківська область  | Наталія Легонькова Хмельницька область   | Наталія Батрак Харківська область        |
| 2015 (довга/осінь)   | Дар'я Михайлова Київська область          | Юлія Ігнатова Миколаївська область       | Валентина Кілярська Миколаївська область |
| 2016 (коротка/весна) | Наталія Батрак Харківська область         | Діана Киричук Миколаївська область       | Олена Федорова Київ                      |
| 2016 (довга/весна)   | Наталія Батрак Харківська область         | Олена Федорова Київ                      | Діана Киричук Миколаївська область       |
| 2016 (коротка/осінь) | Наталія Батрак Харківська область         | Тетяна Вернигор Харківська область       | Тетяна Кузубова Харківська область       |
| 2016 (довга/осінь)   | Юлія Шматенко Херсонська область          | Вікторія Погорєльська Харківська область | Валентина Кілярська Полтавська область   |
| 2017 (коротка)       | Вікторія Погорєльська Харківська область  | Наталія Батрак Харківська область        | Любов Суховірська Хмельницька область    |
| 2017 (довга)         | Вікторія Калюжна Донецька область         | Вікторія Погорєльська Харківська область | Олена Сердюк Харківська область          |
| 2018 (коротка)       | Ірина Бубняк Київ                         | Орися Дем'янюк Львівська область         | Анна Міщенко Харківська область          |
| 2018 (довга)         | Вікторія Калюжна Донецька область         | Валерія Зіненко Полтавська область       | Оксана Райта Львівська область           |
| 2019 (коротка)       | Валентина Кілярська Полтавська область    | Олеся Дідоводюк Закарпатська область     | Орися Дем'янюк Львівська область         |
| 2019 (довга)         | Вікторія Хапіліна Донецька область        | Ірина Бубняк Київ                        | Дар'я Михайлова Київська область         |
| 2020                 | чемпіонки не визначались                  |                                          |                                          |
| 2021 (коротка)       | Анна Міщенко Харківська область           | Наталія Кроль Рівненська область         | Наталія Батрак Харківська область        |
| 2021 (довга)         | Вікторія Калюжна Донецька область         | Наталія Легонькова Донецька область      | Дар'я Михайлова Київська область         |
| 2022 (коротка)       | Анжела Бондар Київ                        | Олена Коваль Житомирська область         | Ксенія Пироженко Київ                    |
| 2022 (довга)         | Марина Немченко Донецька область          | Богдана Семьонова Донецька область       | Олена Коваль Житомирська область         |
| 2023 (коротка)       | Вікторія Шкурко Київська область          | Анжеліка Бондар Київ                     | Анна Шустова Київ                        |
| 2023 (довга)         | Богдана Семьонова Донецька область        | Ольга Нижник Київ                        | Євгенія Прокоф'єва Київ                  |
| 2024 (коротка)       | Тетяна Чорновол Київська область          | Аліна Корсунська Київська область        | Оксана Долинучук Донецька область        |
| 2024 (довга)         | Вікторія Калюжна Донецька область         | Ольга Нижник Київ                        | Ганна Жмурко Чернігівська область        |